# Umirzak
Umirzak (ryska: Умирзак) är en ort i Kazakstan. Den ligger i oblystet Mangghystau, i den västra delen av landet, 1 700 km sydväst om huvudstaden Astana. Antalet invånare är 1 885.
Terrängen runt Umirzak är platt. Runt Umirzak är det tätbefolkat, med 319 invånare per kvadratkilometer. Närmaste större samhälle är Aqtau, 7,9 km nordväst om Umirzak. 